# Giona Leibold
Giona Emanuel Leibold (* 22. August 2000) ist ein deutsch-US-amerikanischer Fußballspieler.

## Karriere
Nach seinen Anfängen in der Jugend des FSV Kloppenheim wechselte er im Sommer 2010 in die Nachwuchsabteilung des SV Wehen Wiesbaden. Dort kam er auch zu seinem ersten Einsatz im Profibereich in der 3. Liga, als er am 18. Mai 2019, dem 38. Spieltag, beim 3:2-Auswärtssieg gegen den KFC Uerdingen in der 65. Spielminute für Manuel Schäffler eingewechselt wurde. Seit dem 5. August 2020 ist der Mittelfeldspieler vereinslos.
Seit 2021 spielt er für Syracuse Orange an der Syracuse University.